# Maria Meyer (* 1802)
Maria Meyer, spätere Maria Kohler, (geboren am 27. Dezember 1802 in Schaffhausen, gestorben am 2. September 1865 in Wilen TG) war eine Schweizerin, welche den deutschen Dichter Eduard Mörike inspirierte.

## Leben
Die Mutter von Maria Meyer stammte aus einer alteingesessenen Handwerkerfamilie in Schaffhausen. Der Vater von Maria war ein Handwerksgeselle aus Deutschland, der vor einer Vaterschaftsklage auf Nimmerwiedersehen verschwand. Die Familie verstiess die Mutter und ihr uneheliches Kind nicht, die Mutter kümmerte sich allerdings nicht um das Kind und wurde zuletzt von den Stadtvätern ins Arbeitshaus eingewiesen. Maria Meyer war ein wildes Kind und erlebte eine schwierige Kindheit und Jugendzeit.
Einige gesicherte Informationen aus der Biografie von Maria Meyer stellte der Jurist Paul Corrodi (1892–1964) aus Meilen in seiner Schrift "Das Urbild von Mörikes Peregrina" zusammen, die 1923 im Jahrbuch der Literarischen Vereinigung Winterthur erschien. Der Text wurde 2004 durch den Verleger Jürgen Schweier neu aufgelegt und um wichtige Dokumente erweitert.
Aufgrund der Quellen ist davon auszugehen, dass Maria Meyer aussergewöhnlich schön war und ein angenehmes Äusseres hatte. Sie hatte das Glück, immer wieder von Menschen unterstützt zu werden. Sie scheint ihre Arbeit als Angestellte zur Zufriedenheit der Arbeitgeber erfüllt zu haben und erschien immer sauber und ansprechend gekleidet.
1817, mit fünfzehn Jahren, schloss sie sich für kurze Zeit der Wanderpredigerin Juliane von Krüdener an, die mit dem Pietismus emsiges Bibelstudium und einen gelebten Glauben vertrat. Diese adlige Frau, die bei ihren öffentlichen Vorträgen viel Publikum anzog und ihr Vermögen für Suppenküchen für die Armen ausgab, könnte für Maria ein Vorbild gewesen sein. Im gleichen Jahr kehrte Maria nach Schaffhausen zurück und wurde ins Arbeitshaus eingewiesen, um ihr Verhalten zu korrigieren. Meyer bekam dort die Chance Spinnen, Weben und Stricken zu lernen. Woher sie Lesen und Schreiben konnte, ist nicht bekannt. Maria wird wohl auch die Zeit ihres Aufenthaltes mit der Baronin von Krüdener für ihre Bildung verwendet haben. Jedenfalls kommunizierte sie später mit Mörike brieflich und erstaunte ihre Umgebung mit ihrer literarischen Bildung.
1819 wurde die junge Frau konfirmiert und wurde kurz danach aus dem Arbeitshaus entlassen. Sie fand im aargauischen Rheinfelden eine Anstellung als Dienstmädchen bei Gerichtsschreiber Münch. Der Sohn des Hauses, Ernst Münch, schrieb viele Jahre später seine Erinnerungen an Maria Meyer auf. Vieles daraus scheint nicht der Wahrheit zu entsprechen, doch ihre Schönheit und wechselnden Gemütszustände sowie ihre mystische Religiosität werden auch in anderen Zeugnissen erwähnt. Möglicherweise konnte sie in diesem Haus die Bibliothek benützen.
1820 tauchte Maria in Bern auf und wurde dort von einem Pfarrer und einem Frauenverein unterstützt. Sie wurde von unerklärlichen Ohnmachten geplagt, die sie auch später noch verfolgten. Gesundheitlich angeschlagen kam sie nach Schaffhausen zurück und konnte auf Kosten der Stadt nach Baden zu einer Badekur im dortigen Armenbad reisen.
Im Frühling 1823 arbeitete sie in Ludwigsburg als Kellnerin in einer Wirtschaft. Der Wirt erzählte, er habe die junge Frau ohnmächtig am Strassenrand liegend zwischen Stuttgart und Ludwigsburg aufgelesen. Sie hatte ihm eine unwahre Geschichte über ihre Herkunft erzählt. Als der Theologiestudent Eduard Mörike mit seinem Studienkollegen Rudolf Lohbauer das Lokal besuchte, verliebte er sich in die schöne Frau. Der Studienkollege ermöglichte Maria, im Haus seiner Mutter zu wohnen, wo Mörike sie so oft wie möglich besuchte. Dann verschwand sie plötzlich und versuchte erst Anfang 1824 wieder mit Mörike brieflich in Kontakt zu treten. Dieser gab aber ihrem Wunsch vorerst nicht nach. Mitte Jahr tauchte Maria in Tübingen auf und wurde von einer Arztfamilie aufgenommen, weil sie wieder einmal ohnmächtig geworden war. Am Krankenbett trafen sich die beiden zum letzten Mal; Mörike wurde anschliessend ebenfalls krank und musste sein Semester abbrechen.
1827 war Maria Meyer zurück in Schaffhausen und versuchte sich als Modistin und Damenschneiderin zu etablieren. 1833 verlobte sich Maria Meyer mit dem aus Deutschland stammenden Tischlergesellen Andreas Kohler. Dieser erwarb das Landrecht des Kantons Zürich. 1836 heirateten die beiden und wohnten in Winterthur, später in weiteren Orten in der Ostschweiz. 1857 kaufte das Paar ein kleines Haus an der Freudenbergstrasse 10 in Wilen bei Wil SG. Eine Gedenktafel am Haus erinnert an die frühere Bewohnerin Maria Kohler-Meyer. Bis zu ihrem Tod lebten die beiden dort zurückgezogen.
1865 starb Maria Kohler an "Wassersucht" und wurde auf dem Friedhof in Sirnach beerdigt. Ihr Mann lebte noch weitere zehn Jahre.

## Wirkung auf Eduard Mörike

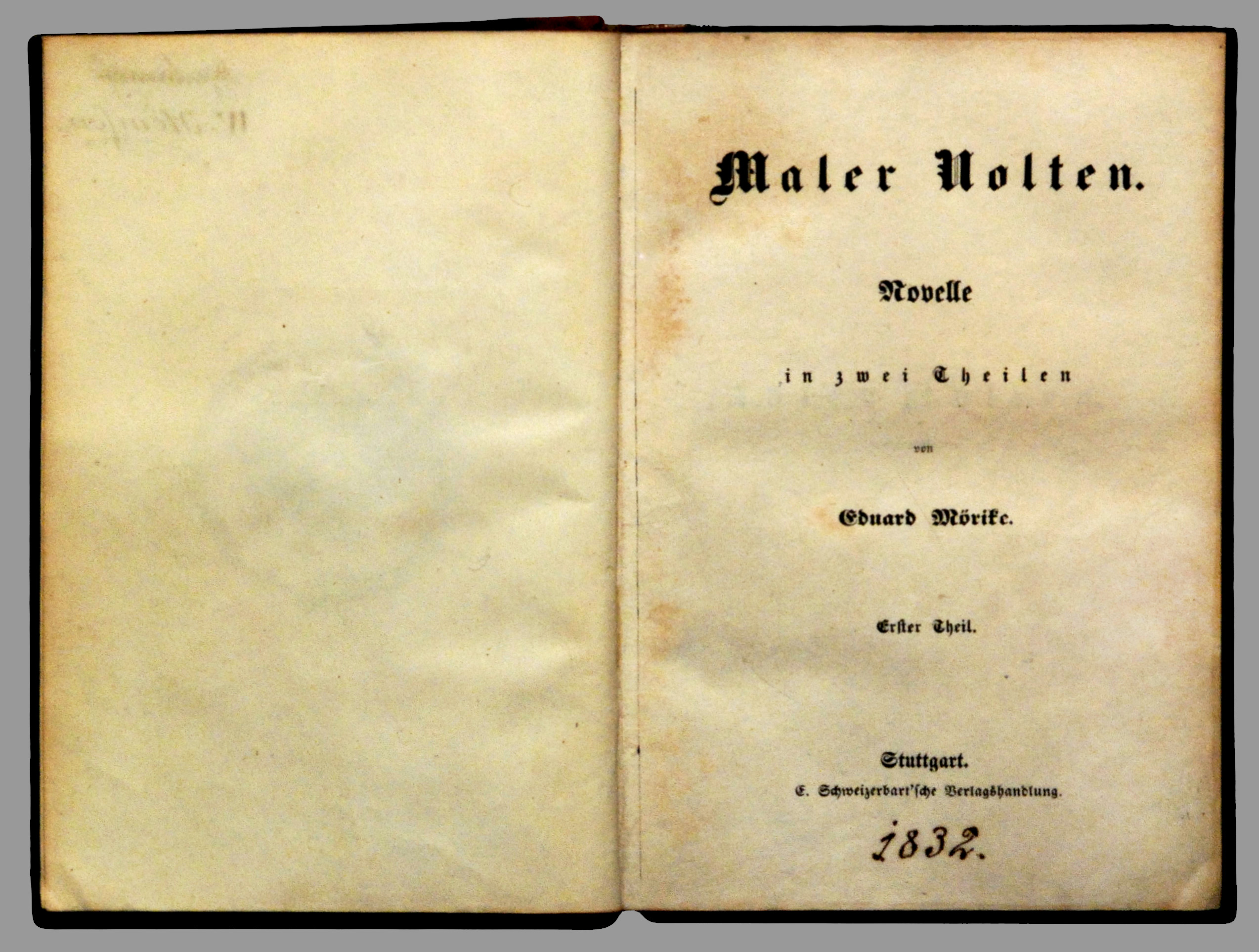
Maler Nolten: Titelblatt des Erstdruckes

Eduard Mörike war Student der Theologie in Tübingen und hatte aus familiären Gründen nur die eine Wahl, Pastor zu werden. Die Liebe zu Maria Meyer konnte er daher nicht ausleben, aber die Emotionen der Verliebtheit sowie das Vorbild der geliebten Person in ihrer Schönheit und mit ihrem rätselhaften Wesen fanden Eingang in seinen Roman Maler Nolten von 1832, in dem er Maria Meyer in verschiedenen Frauengestalten ein Denkmal setzte.
Die weibliche Hauptfigur Agnes verfällt im Roman dem Wahnsinn; hier zeigen sich Parallelen zu den berichteten Ohnmachten von Maria Meyer. Die Zigeunerin Elisabeth zeigt Züge der Vagabundin, und in den Gedichten der Peregrina, die das Kernstück des Werks bilden, besingt Mörike die Liebe auf unterschiedliche Weise und stellt die geheimnisvolle Pilgerin einmal als erhöhtes Wesen, einmal als tragische Figur dar.
Von 1824 an bis in seine letzten Lebensjahre beschäftigte sich Mörike mit den fünf Peregrina-Gedichten. Diese sind in zehn verschiedenen Fassungen erhalten.